# Álex Baena
Álex Baena, né le 20 juillet 2001 à Roquetas de Mar en Espagne, est un footballeur international espagnol qui évolue au poste d'ailier gauche à l'Atlético de Madrid.

## Biographie

### En club
Né à Roquetas de Mar en Espagne, Álex Baena commence le football dans le club local du CD Roquetas (en) avant d'être formé par le Villarreal CF, qu'il rejoint en 2011. Baena arrive au plus haut niveau espagnol en tant que milieu de terrain reconnu pour ses qualités techniques capable de jouer à gauche ou en tant que numéro 10. Il fait ses débuts avec l'équipe première de son club en 2019-2020.
Il joue son premier match en Liga le 13 juillet 2020 contre la Real Sociedad. Il entre en jeu à la place de Manu Trigueros et son équipe est battue par deux buts à un,. Il inscrit son premier but en professionnel le 5 novembre 2020, à l'occasion d'une rencontre de Ligue Europa contre le Maccabi Tel-Aviv. Il est titularisé ce jour-là et participe à la large victoire de son équipe par quatre buts à zéro.
Le 19 août 2021, Baena est prêté pour une saison au Girona FC,.
Baena fait son retour à Villarreal à l'été 2022, et participe à la première journée de la saison 2022-2023 de Liga, le 13 août 2022 contre le promu Real Valladolid, où il se fait remarquer en inscrivant deux buts après être entré en jeu. Son équipe s'impose ce jour-là par trois buts à zéro,.
En janvier 2023, Baena prolonge son contrat, initialement clos en 2025, jusqu'en juin 2028. Ce contrat comporte une clause libératoire d'un montant de 60 millions d'euros.
En février 2024, il dispute son 100e match avec Villarreal, avec lequel il a marqué 18 buts et réalisé 23 passes décisives. Il est à ce moment-là le meilleur passeur de la Liga en compagnie de Toni Kroos et de Savinho. Il termine meilleur passeur du championnat en fin de saison avec 14 réalisations. Sur l'année civile, il se révèle être un joueur clé de l'effectif de Villarreal. Il dispute tous les matchs de championnat de son équipe à l'exception de quatre d'entre eux où il est suspendu.
Le 2 juillet 2025, l'Atlético de Madrid annonce avoir recruté le joueur pour un contrat portant sur cinq saisons, soit jusqu'en juin 2030. Le montant du transfert est estimé à environ 50 millions d'euros soit 42 fixes et entre 8 et 13 de bonus.

### En sélection

#### En jeunes
Álex Baena est sélectionné avec l'équipe d'Espagne des moins de 17 ans pour participer au championnat d'Europe des moins de 17 ans en 2018. Lors de ce tournoi organisé en Angleterre, il joue trois matchs, tous en tant que titulaire. Il se fait remarquer en match de groupe contre l'Allemagne, en marquant un but et délivrant une passe décisive, contribuant à la victoire des siens (5-1). Il marque de nouveau contre la Belgique en quarts de finale mais son équipe est éliminée à ce stade de la compétition (2-1).
Baena représente également les moins de 19 ans. Il joue un total de sept matchs avec cette sélection entre 2019 et 2020.
Le 18 mars 2022, Baena est convoqué pour la première fois avec l'équipe d'Espagne espoirs par le sélectionneur Luis de la Fuente. Il joue son premier match avec les espoirs le 25 mars 2022 contre la Lituanie. Il entre en jeu à la place de Rodri et se fait remarquer en inscrivant également son premier but, participant ainsi à la large victoire de son équipe par huit buts à zéro.

#### En senior
Le 1er septembre 2023, Álex Baena est convoqué pour la première fois avec l'équipe nationale d'Espagne par le sélectionneur Luis de la Fuente. Il honore sa première sélection lors de ce rassemblement, le 12 septembre 2023 face à Chypre. Entré en jeu à la place de Gavi, il se fait remarquer en marquant également son premier but en sélection, participant ainsi à la victoire de son équipe par six buts à zéro.
En mai 2024, il figure dans une liste élargie de 29 joueurs appelés par Luis de la Fuente pour l'Euro 2024 puis il fait partie de la liste définitive de 26 joueurs publiée le 7 juin,. Lors de cette compétition, il participe à deux rencontres en phase de poule. Il en est lauréat après la victoire en finale de la Roja face à l'Angleterre. Il fait ensuite partie de la sélection espagnole qui remporte la médaille d'or aux Jeux olympiques de Paris 2024, inscrivant notamment un but lors de la finale remportée aux dépens de la France. Fermín López et Baena sont les seuls Espagnols à avoir réussi le doublé Euro/JO.
Le 15 octobre 2024, Baena marque son deuxième but pour l'Espagne, à l'occasion d'une rencontre comptant pour la Ligue des nations 2024-2025, contre la Serbie. Il est titulaire ce jour-là et participe à la victoire de son équipe par trois buts à zéro.
En mai 2025, il fait partie du groupe de 26 joueurs convoqués pour participer à la phase finale de la Ligue des nations.

## Statistiques

### Statistiques générales
| Saison                | Club                  | Championnat           | Championnat | Championnat | Championnat | Coupe(s) nationale(s) | Coupe(s) nationale(s) | Coupe(s) nationale(s) | Compétition(s) continentale(s) | Compétition(s) continentale(s) | Compétition(s) continentale(s) | Compétition(s) continentale(s) | Supercoupe UEFA | Supercoupe UEFA | Supercoupe UEFA | Espagne | Espagne | Espagne | Total | Total | Total |
| Saison                | Club                  | Division              | M.          | B.          | P.d.        | M.                    | B.                    | P.d.                  | Comp.                          | M.                             | B.                             | P.d.                           | M.              | B.              | P.d.            | M.      | B.      | P.d.    | M.    | B.    | P.d.  |
| 2019-2020             | Villarreal CF         | Liga                  | 1           | 0           | 0           | 1                     | 0                     | 2                     | -                              | -                              | -                              | -                              | -               | -               | -               | -       | -       | -       | 2     | 0     | 2     |
| 2020-2021             | Villarreal CF         | Liga                  | 6           | 0           | 0           | 5                     | 0                     | 3                     | C3                             | 9                              | 2                              | 0                              | -               | -               | -               | -       | -       | -       | 20    | 2     | 3     |
| 2022-2023             | Villarreal CF         | Liga                  | 35          | 6           | 3           | 4                     | 2                     | 0                     | C4                             | 9                              | 4                              | 1                              | -               | -               | -               | -       | -       | -       | 48    | 12    | 4     |
| 2023-2024             | Villarreal CF         | Liga                  | 34          | 2           | 14          | 3                     | 1                     | 0                     | C3                             | 8                              | 2                              | 3                              | -               | -               | -               | 5       | 1       | 1       | 50    | 6     | 18    |
| 2024-2025             | Villarreal CF         | Liga                  | 32          | 7           | 9           | 1                     | 0                     | 0                     | -                              | -                              | -                              | -                              | -               | -               | -               | 5       | 1       | 0       | 38    | 8     | 9     |
| Sous-total            | Sous-total            | Sous-total            | 108         | 15          | 26          | 14                    | 3                     | 5                     | -                              | 26                             | 8                              | 4                              | 0               | 0               | 0               | 10      | 2       | 1       | 158   | 28    | 36    |
| 2021-2022             | Girona FC (prêt)      | Liga Adelante         | 42          | 5           | 6           | 3                     | 0                     | 0                     | -                              | -                              | -                              | -                              | -               | -               | -               | -       | -       | -       | 45    | 5     | 6     |
| 2025-2026             | Atlético de Madrid    | Liga                  | 1           | 0           | 0           | -                     | -                     | -                     | -                              | -                              | -                              | -                              | -               | -               | -               | -       | -       | -       | 1     | 0     | 0     |
| Total sur la carrière | Total sur la carrière | Total sur la carrière | 151         | 20          | 32          | 17                    | 3                     | 5                     | -                              | 26                             | 8                              | 4                              | 0               | 0               | 0               | 10      | 2       | 1       | 204   | 33    | 42    |

## Palmarès
Villarreal CF :
- Vainqueur de la Ligue Europa en 2021
- Finaliste de la Supercoupe de l'UEFA en 2021

 Espagne :
- Vainqueur de l'Euro en 2024.
- Finaliste de la Ligue des nations en 2025.

 Espagne Olympique :
- Médaille d'or aux Jeux olympiques en 2024.